# O własnych siłach
O własnych siłach (tytuł oryg. Stranded) – amerykański fabularny film telewizyjny, powstały w 2006 roku na potrzeby stacji Lifetime Television. W Polsce film został wyemitowany na kanale Hallmark.

## Zarys fabuły
Carina, która wkrótce wychodzi za mąż, wraz z czwórką najbliższych przyjaciółek wybiera się na Karaiby, by tam zorganizować wieczór panieński. Podczas pobytu kobiety wypływają na odludną, egzotyczną wyspę. Kapitan statku zapomina zabrać je z powrotem. Wkrótce potem przyjaciółki zaczynają ginąć, jedna po drugiej.

## Obsada
- Erica Durance jako Carina
- Brienne De Beau jako Regan
- Jack Hartnett jako Anthony
- Michelle Jones jako Nicole
- Jessica Lauren jako Lynette
- Vane Millon jako Isabel
- Ashley Totin jako Danielle Sanders